# Baidoa
Baidoa (somálsky Baydhabo) je město v Somálsku. Leží zhruba 250 km severozápadně od hlavního města Mogadišo a je správním centrem regionu Baay. Počet obyvatel se odhaduje okolo 130 000. Převažují Somálci z klanu Rahanweyn hovořící dialektem maay, existuje zde však také bantuská menšina. Město se administrativně dělí na čtyři obvody: Isha, Horseed, Berdaale a Howlwadaag.
Ve středověku byla Baidoa jedním z nejdůležitějších sídel sultanátu Ajuuraan, v 17. století zde vznikl sultanát Geledi, jehož existenci ukončila italská kolonizace v roce 1910. Jako centrum úrodného zemědělského regionu byla Baidoa za občanské války cílem mnoha ozbrojených nájezdů, v letech 1991–1993 zde v důsledku bojů propukl hladomor. V roce 2002 se stala hlavním městem separatistického státu Jihozápadní Somálsko. Po jeho zániku v roce 2005 se zde kvůli špatné bezpečnostní situaci v hlavním městě usídlila prozatímní somálská vláda, v prosinci 2006 proběhla bitva o Baidou, v níž vládní jednotky s podporou etiopské armády porazily Svaz islámských soudů. V letech 2009–2012 bylo město pod kontrolou džihádistů z milice aš-Šabáb, pak ho obsadili příslušníci mezinárodní mírové mise AMISOM, islamisté však ze základen na venkově stále podnikají teroristické útoky. V roce 2017 byla oblast okolo Baidoy navíc zasažena katastrofálním suchem.
Ve městě sídlí Jihosomálská univerzita. Narodil se zde spisovatel Nuruddin Farah.